# Marathon van Milaan 2013
De Marathon van Milaan 2013 vond plaats op 7 april 2013. Het was de dertiende editie van deze marathon.
Bij de mannen werd de wedstrijd in 2:09.25 een overwinning voor de Ethiopiër Worku Biru Gemenchu. Bij de vrouwen zegevierde Monica Jepkoech uit Kenia. Met een tijd van 2:32.54 finishte zij slechts één seconde voor de Ethiopische Adana Desalegn Tsehay.

## Uitslag
Mannen
| rang | naam                 | land | tijd    |
| ---- | -------------------- | ---- | ------- |
| 1    | Worku Biru Gemenchu  | ETH  | 2:09.25 |
| 2    | Girma Tefera Gosa    | ETH  | 2:09.36 |
| 3    | Marius Kipserem      | KEN  | 2:09.50 |
| 4    | Stephen Kosgei Kibet | KEN  | 2:12.31 |
| 5    | Richard Limo         | KEN  | 2:15.42 |
| 6    | William Kipsang      | KEN  | 2:16.24 |
| 7    | Anton Kosmac         | SLO  | 2:18.40 |
| 8    | Tommaso Vaccina      | ITA  | 2:22.11 |
| 9    | Solomon Kipsang Soy  | KEN  | 2:22.23 |
| 10   | Ed Barnett           | GBR  | 2:28.51 |

Vrouwen
| rang | naam                  | land | tijd    |
| ---- | --------------------- | ---- | ------- |
| 1    | Monica Jepkoech       | KEN  | 2:32.54 |
| 2    | Adana Desalegn Tsehay | ETH  | 2:32.55 |
| 3    | Birhane Ababel        | ETH  | 2:33.10 |
| 4    | Julia Mumbi           | KEN  | 2:33.37 |
| 5    | Irene Jerotich Kosgei | KEN  | 2:35.25 |
| 6    | Fatima Ayachi         | ETH  | 2:35.32 |
| 7    | Bayush Shiferaw Abebe | ETH  | 2:36.16 |
| 8    | Claudia Pinna         | ITA  | 2:42.09 |
| 9    | Deniz Dimaki          | GRE  | 2:47.19 |
| 10   | Alina Nituleasa       | ROU  | 2:53.27 |

2000 ·
2001 ·
2002 ·
2003 ·
2004 ·
2005 ·
2006 ·
2007 ·
2008 ·
2009 ·
2010 ·
2011 ·
2012 ·
2013 ·
2014 ·
2015 ·
2016 ·
2017